# 藍色青春
《藍色青春》是一部由豐田利晃導演的日本電影，改編自日本漫畫家松本大洋的短篇同名漫畫。於2002年上映，松田龍平與新井浩文雙主演。片中使用大量日本車庫搖滾樂團Thee Michelle Gun Elephant的歌曲。本片是豐田利晃的「青春3部作」第二部曲；另外兩部分別為Pornostar (ポルノスター)與Nine Souls （页面存档备份，存于）(ナイン・ソウルズ)。片長83分鐘。

## 主要演員
- 九條（松田龍平）
- 青木（新井浩文）
- 雪男（高岡蒼佑）
- 木村（大柴裕介）
- 大田（山崎裕太）
- 吉村（忍成修吾）
- オバケ（EITA）
- 野球部の1年（塚本高史）
- 花田先生（マメ山田）
- 福利社阿姨（小泉今日子）

## 工作人員
- 導演：豐田利晃
- 原作：松本大洋
- 劇本：豐田利晃
- 製作人：宮崎大、小林智浩

## 外部連結
- 互联网电影数据库（IMDb）上《藍色青春》的资料（英文）